# Vataru Endo
Vataru Endo (japonsko 遠藤 航), japonski nogometaš, *9. februar 1993.
Za japonsko reprezentanco je odigral 47 uradnih tekem.